# Ludwig Brill

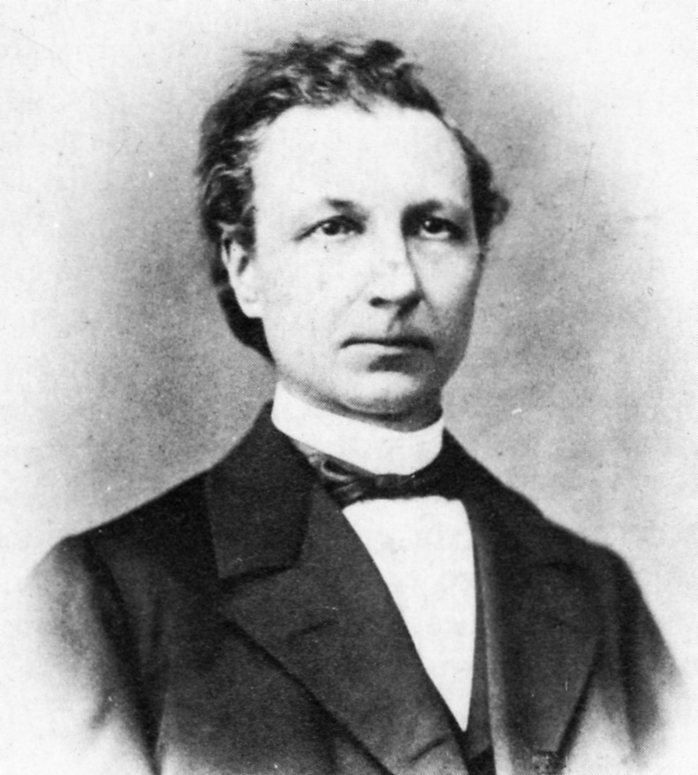
Ludwig Brill

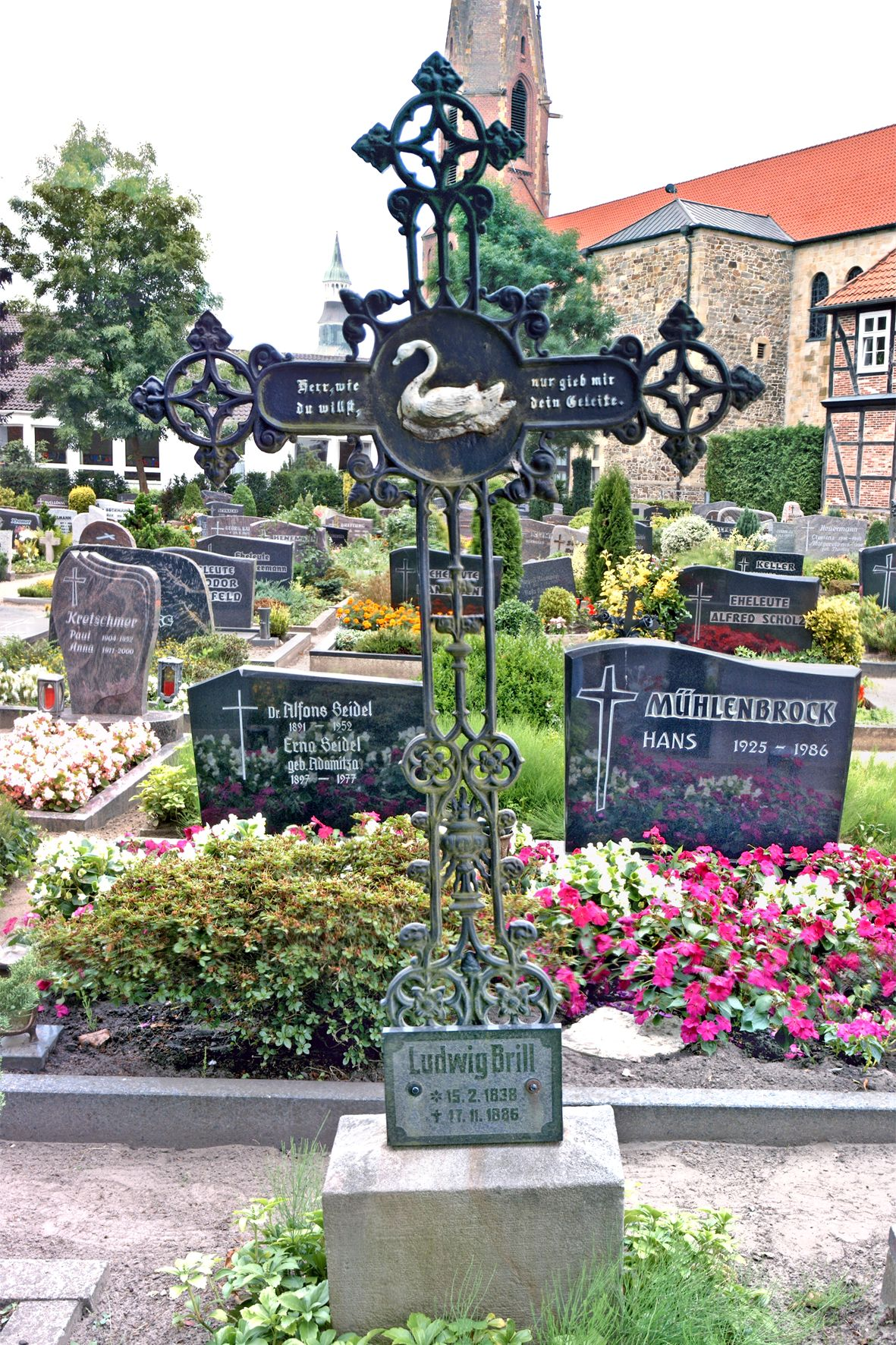
Grabstelle auf dem Friedhof der Marienkirche in Quakenbrück

Der Singschwan in einer Ausgabe von 1893, Brills Hauptwerk

Ludwig Brill (mit vollem Namen Ferdinand Friedrich Ludwig Brill, * 15. Februar 1838 in Emlichheim, Grafschaft Bentheim; † 17. November 1886 in Quakenbrück) war ein deutscher Lehrer und Dichter.

## Leben
Brill wurde als Sohn eines Amtsvogtes geboren und wuchs in einer Großfamilie unter bedrückenden Verhältnissen auf. Er war das vierte von neun Kindern der Eheleute Heinrich Wilhelm Brill (* 1808) und der zwei Jahre jüngeren Agnes Regina, Kendeler, aus Hoogstede bei Emlichheim. Brill besuchte die Volksschule und bereitete sich anschließend autodidaktisch auf den Beruf des Volksschullehrers vor.
Er absolvierte mit 18 Jahren das Elementarlehrerexamen am katholischen Seminar zu Osnabrück, war dann 2 ½ Jahre als Lehrer in Hochstedt tätig. 2 ½ Jahre wirkte er dann an einem Institut in Schapen im Emsland, bestand 1862 das Examen pro rectoratu und gründete darauf in Lohne (Oldenburg) eine kaufmännische Lehranstalt, die er sieben Jahre leitete. Von dort wurde er 1868 nach Quakenbrück berufen. Lag ihm hier zunächst die Erteilung des Religionsunterrichtes an die Schüler katholische Konfession ob, so qualifizierten ihn doch treffliche Kenntnisse und pädagogische Begabung auch zur Erteilung des englischen, des geographischen und des deutschen Unterrichts. Als Lehrer des Englischen in Prima war er bis zu seinem Tode Mitglied der Reifeprüfungskommission. Ostern 1885 wurde er zum Oberlehrer ernannt. Ein Jahr später starb er mit 48 Jahren.
1862 heiratete Brill die Quakenbrückerin Elisabeth Sophie Meyer, mit der er zwei Kinder hatte: Bernhard (* 1863) und Regina Elisabeth Eustella (* 1870).

## Brill als Dichter
Angeregt durch Lord Byron, Thomas Moore und Walter Scott, betätigte sich Brill in seiner Freizeit schriftstellerisch und schrieb in neuromantischem Geist seine drei Epen. Der Singschwan von 1882 wird in der Nachfolge Friedrich Wilhelm Webers und dessen Werk Dreizehnlinden gesehen. Es folgen Bertran Gomez (1884) und Der Waldenhorst (1886). In literaturgeschichtlichen Abhandlungen des 19. Jahrhunderts wird sein Werk ausführlich gewürdigt. In einer Deutschen Literaturgeschichte von 1912 heißt es:„Was Brill als Prosiast leistete, reicht an seine mit Beifall aufgenommenen poetischen Erzählungen nicht hinan; dagegen hat er in den Literarischen Streiflichtern sich als feinfühliger und gerechter Kritiker erwiesen.“ Der Text zum „Lohner Lied“, stammt von ihm. Daneben verfasste er zwei wissenschaftliche Abhandlungen zu pädagogischen Themen.
Ein Gedicht von Brill Ich weiß ein Sternlein klar... lautet:
Ich weiß ein Sternlein klar,
Das leuchtet wunderbar
Ins dunkle Weltgetriebe;
So treu kein and'res brennt
Am weiten Firmament:
Der Stern heißt Mutterliebe.
Das Grab Brills, das auf gusseisernem Grabkreuz den Singschwan zeigt, befindet sich auf dem katholischen Friedhof hinter der Marienkirche. Die Ludwig-Brill-Straße in Quakenbrück wurde nach ihm benannt.

## Werke
- Der Singschwan. Lyrisch-epische Dichtungen. Münster: Nasse 1882. 228S. 4. Aufl. Münster: Nasse 1885. 223 S.; 3. Aufl. Paderborn: Schöningh 1925.
- Bertran Gomez. Epische Dichtung. Paderborn, Münster: Schöningh 1884; 2. Aufl. Münster: Nasse 188S. 5. Aufl. Paderborn: Schöningh 1901.
- Der Waldenhorst. Romantische Dichtung. Münster, Paderborn: Schöningh 1886. 146S. 2. Aufl. Paderborn: Schöningh 1887. 150S. 6. Aufl. ebd. 1907. 150S. 7. Aufl. ebd. 1926.